# Férfi 400 méteres síkfutás a 2017-es atlétikai világbajnokságon
A férfi 400 méteres síkfutás futamait augusztus 5. és 8. között rendezték meg a londoni Olimpiai Stadionban a 2017-es atlétikai világbajnokság részeként.

## Rekordok
| Világrekord             | Világrekord | Világrekord          |
| Versenyző               | Idő         | Hely                 |
| ----------------------- | ----------- | -------------------- |
| Wayde van Niekerk (RSA) | 43,03       | Rio de Janeiro, 2016 |
| Világbajnoki rekord     |             |                      |
| Versenyző               | Idő         | Hely                 |
| Michael Johnson (USA)   | 43,18       | Sevilla, 1999        |
| Címvédő                 |             |                      |
| Versenyző               | Idő         | Hely                 |
| Wayde van Niekerk (RSA) | 43,48       | Peking, 2015         |

## Menetrend
| Futam      | Időpont             |
| ---------- | ------------------- |
| Előfutamok | augusztus 5., 11:45 |
| Elődöntők  | augusztus 6., 20:40 |
| Döntő      | augusztus 8., 22:50 |

## Eredmények
- WR – világrekord
- CR – világbajnoki rekord
- AR – kontinens rekord
- NR – országos rekord
- PB – egyéni rekord
- WL – az adott évben aktuálisan a világ legjobb eredménye
- SB – az adott évben aktuálisan az egyéni legjobb eredmény

Az eredmények másodpercben értendők!

### Előfutamok
| 1. előfutam | 1. előfutam          | 1. előfutam        | 1. előfutam | 1. előfutam |
| Helyezés    | Versenyző            | Ország             | Idő         | Mj          |
| ----------- | -------------------- | ------------------ | ----------- | ----------- |
| 1.          | Fred Kerley          | Egyesült Államok   | 44,92       | Q           |
| 2.          | Lalonde Gordon       | Trinidad és Tobago | 45,02       | Q, SB       |
| 3.          | Kévin Borlée         | Belgium            | 45,09       | Q           |
| 4.          | Pavel Maslák         | Csehország         | 45,10       | q, SB       |
| 5.          | Matthew Hudson-Smith | Nagy-Britannia     | 45,31       | q           |
| 6.          | Lucas Carvalho       | Brazília           | 45,86       |             |
| 7.          | Lucas Búa            | Spanyolország      | 46,00       |             |
| 8.          | Collins Omae Gichana | Kenya              | 46,10       |             |
| 9.          | Basír Mahámat        | Csád               | 47,50       |             |

| 2. előfutam | 2. előfutam       | 2. előfutam                           | 2. előfutam | 2. előfutam |
| Helyezés    | Versenyző         | Ország                                | Idő         | Mj          |
| ----------- | ----------------- | ------------------------------------- | ----------- | ----------- |
| 1.          | Wayde van Niekerk | Dél-afrikai Köztársaság               | 45,27       | Q           |
| 2.          | Davide Re         | Olaszország                           | 45,71       | Q           |
| 3.          | Machel Cedenio    | Trinidad és Tobago                    | 45,77       | Q           |
| 4.          | Teddy Atine-Venel | Franciaország                         | 45,90       |             |
| 5.          | Yoandys Lescay    | Kuba                                  | 45,93       |             |
| 6.          | Luka Janežič      | Szlovénia                             | 46,06       |             |
| 7.          | Steven Solomon    | Ausztrália                            | 46,27       |             |
| 8.          | Kimore Shearman   | Saint Vincent és a Grenadine-szigetek | 47,05       |             |
| Kiz         | Nery Brenes       | Costa Rica                            | Kizárva     |             |

| 3. előfutam | 3. előfutam             | 3. előfutam             | 3. előfutam | 3. előfutam |
| Helyezés    | Versenyző               | Ország                  | Idő         | Mj          |
| ----------- | ----------------------- | ----------------------- | ----------- | ----------- |
| 1.          | Baboloki Thebe          | Botswana                | 44,82       | Q           |
| 2.          | Demish Gaye             | Jamaica                 | 44,98       | Q           |
| 3.          | Dwayne Cowan            | Nagy-Britannia          | 45,39       | Q           |
| 4.          | Boniface Otunga Mweresa | Kenya                   | 45,58       | q           |
| 5.          | Rafał Omelko            | Lengyelország           | 45,69       | q           |
| 6.          | Samuel García           | Spanyolország           | 46,37       |             |
| 7.          | Pieter Conradie         | Dél-afrikai Köztársaság | 46,62       |             |
| 8.          | Warren Hazel            | Saint Kitts és Nevis    | 46,96       |             |
| 9.          | Narek Ghukassyan        | Örményország            | 49,70       | SB          |

| 4. előfutam | 4. előfutam           | 4. előfutam           | 4. előfutam | 4. előfutam |
| Helyezés    | Versenyző             | Ország                | Idő         | Mj          |
| ----------- | --------------------- | --------------------- | ----------- | ----------- |
| 1.          | Steven Gardiner       | Bahama-szigetek       | 44,75       | Q           |
| 2.          | Wilbert London III    | Egyesült Államok      | 45,10       | Q           |
| 3.          | Brian Gregan          | Írország              | 45,37       | Q           |
| 4.          | Johnatan Borlée       | Belgium               | 45,70       | q           |
| 5.          | Luguelín Santos       | Dominikai Köztársaság | 45,73       |             |
| 6.          | Mamoudou Eliman Hanne | Franciaország         | 45,89       |             |
| 7.          | Yilmar Herrera        | Kolumbia              | 47,18       |             |
| Kiz         | Steven Gayle          | Jamaica               | 10,31       |             |

| 5. előfutam | 5. előfutam       | 5. előfutam        | 5. előfutam | 5. előfutam |
| Helyezés    | Versenyző         | Ország             | Idő         | Mj          |
| ----------- | ----------------- | ------------------ | ----------- | ----------- |
| 1.          | Isaac Makwala     | Botswana           | 44,55       | Q           |
| 2.          | LaShawn Merritt   | Egyesült Államok   | 45,00       | Q           |
| 3.          | Jamal Walton      | Kajmán-szigetek    | 45,05       | Q           |
| 4.          | Óscar Husillos    | Spanyolország      | 45,22       | q, PB       |
| 5.          | Raymond Kibet     | Kenya              | 45,75       |             |
| 6.          | Martyn Rooney     | Nagy-Britannia     | 45,75       |             |
| 7.          | Renny Quow        | Trinidad és Tobago | 45,96       |             |
| 8.          | Winston George    | Guyana             | 46,02       |             |
| 9.          | Sailosi Tubuilagi | Fidzsi-szigetek    | 48,98       |             |

| 6. előfutam | 6. előfutam                  | 6. előfutam      | 6. előfutam | 6. előfutam |
| Helyezés    | Versenyző                    | Ország           | Idő         | Mj          |
| ----------- | ---------------------------- | ---------------- | ----------- | ----------- |
| 1.          | Nathon Allen                 | Jamaica          | 44,91       | Q           |
| 2.          | Gil Roberts                  | Egyesült Államok | 44,92       | Q           |
| 3.          | Abdalelá Hárún               | Katar            | 45,27       | Q           |
| 4.          | Muhammed Anas Yahiya         | India            | 45,98       |             |
| 5.          | Samson Oghenewegba Nathaniel | Nigéria          | 46,63       |             |
| 6.          | Kitagava Takamasza           | Japán            | 47,35       |             |
| 7.          | Karabo Sibanda               | Botswana         | 47,44       |             |
| Ni          | Emmanuel Dasor               | Ghána            | Nem indult  |             |